# Vlag van Schouwen-Duiveland (gemeente)

Vlag van de gemeente Schouwen-Duiveland

De vlag van Schouwen-Duiveland is vastgesteld op 22 december 2005 door de gemeenteraad van Schouwen-Duiveland. Het is een ontwerp van de heer J.F. van Heijningen. De vlag is geïnspireerd door het gemeentewapen en gebaseerd op de wapens van de voormalige eilanden Schouwen en Duiveland De elementen van de vlag zijn ook opgenomen in het wapen van Schouwen-Duiveland.

## Beschrijving
De vlag kan als volgt worden beschreven:
Vier banen, waarvan de hoogten zich verhouden als 2:3:3:2, geel, blauw wit, zwart, de beide middelste golvend, waarop een figuratie, waarvan de hoogte gelijk is aan 1/2 van de hoogte van de vlag, bestaande uit een zeemeerman en een zeemeermin, toegewend en hand in hand, van het een in het ander.
Opmerking: zoals bij Nederlandse vlaggen gebruikelijk, is de figuratie op 1/3 van de vlaglengte, gerekend vanaf de mastzijde, geplaatst.

## Verklaring
Kleuren en figuratie zijn ontleend aan het gemeentewapen. De golvende banen met de zeemeerman en -min en de kleuren geel, blauw en wit zijn afkomstig uit het wapen van Schouwen.
De kleuren wit en zwart, ontleend aan het wapen van Duiveland, staan voor Duiveland. Het gouden schildhoofd dat veel wapens van Duivelandse gemeenten hadden, maakt het geel tot een Duivelandse kleur.

## Verwante afbeeldingen

Het wapen van Schouwen-Duiveland
Het heerlijkheidswapen van Schouwen
Het wapen van Duiveland

## Eilandvlag

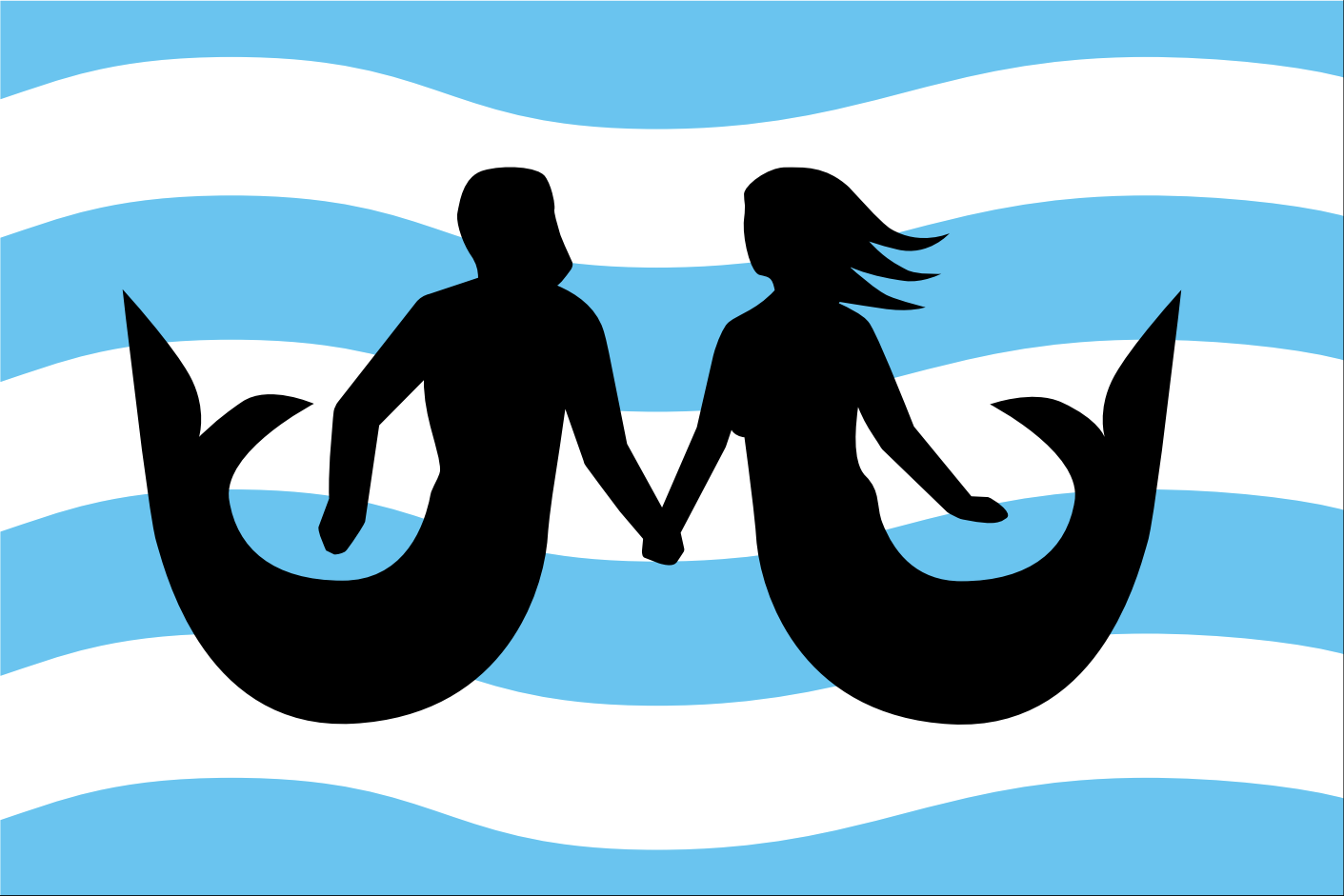
Vlag van het eiland Schouwen-Duiveland

De gemeente gebruikte tot 2007 een logovlag. De heer Theun Okkerse stoorde zich daar zo aan dat hij in 2006 een eilandvlag ontwierp, die enigszins lijkt op de huidige gemeentevlag. De eilandvlag toont de figuratie van zeemeerman en zemeermin in zwart op de zeven blauwe en witte golvende banen van de Zeeuwse vlag. De figuratie en kleur verwijzen naar de verenigde delen van het eiland.